# Athous sanguinicollis
Athous sanguinicollis là một loài bọ cánh cứng trong họ Elateridae. Loài này được Frivaldsky miêu tả khoa học năm 1892.